# Beauveria

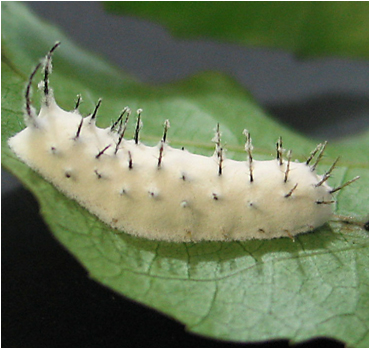
Beauveria bassiana auf Ithominae-Larve

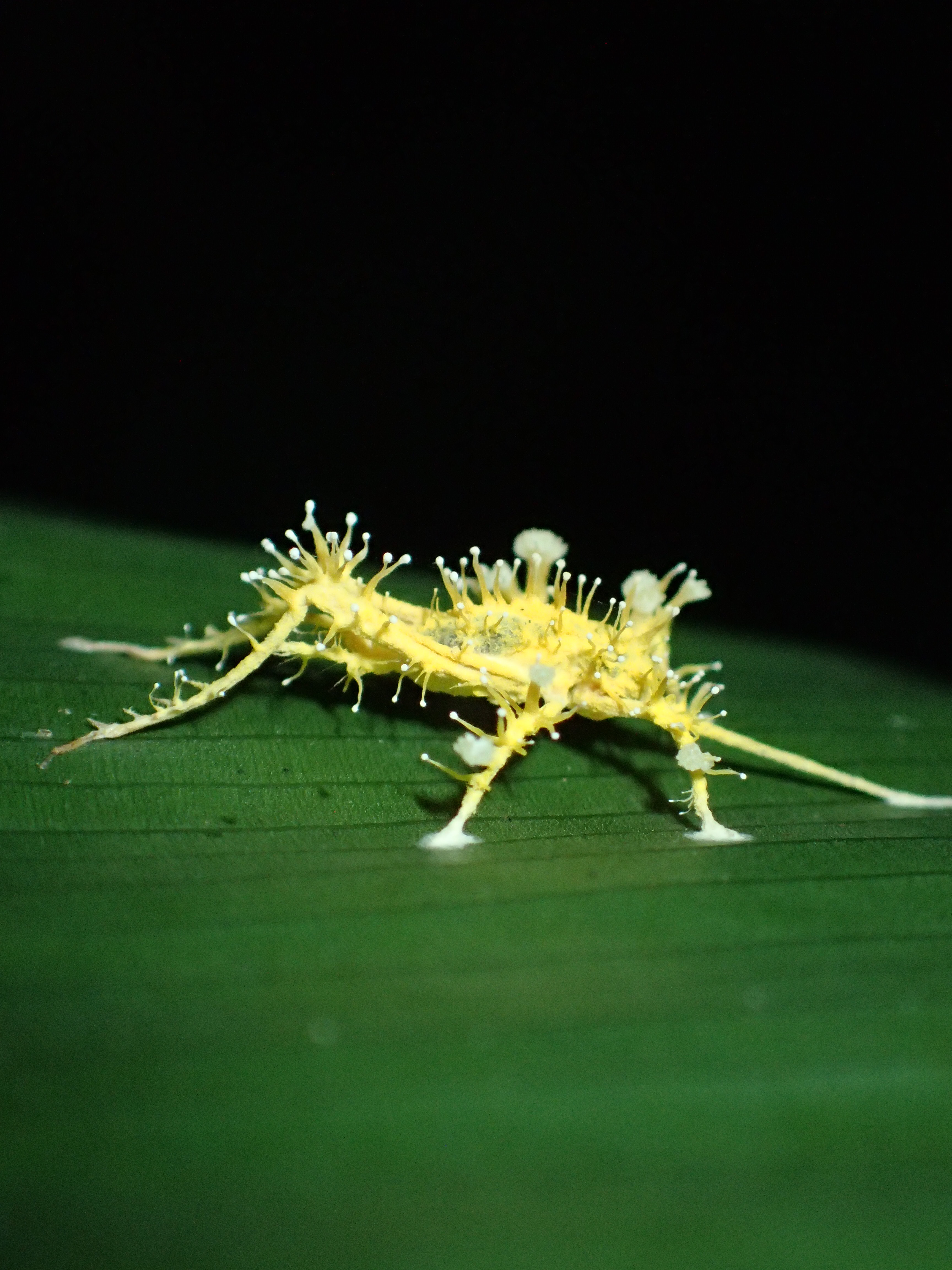
Beauveria loeiensis auf einem Insekt in Brasilien

Beauveria ist eine anamorphe Schlauchpilzgattung aus der Familie der Cordycipitaceae. Arten der Gattung Beauveria leben entomopathogen, d. h., sie parasitieren Insekten. Beauveria kommt kosmopolitisch vor und vermehrt sich asexuell. Eine verwandte entomopathogene Gattung ist Cordyceps.
Beauveria bassiana und Beauveria brongniartii werden im biologischen Pflanzenschutz gegen Schadinsekten eingesetzt, z. B. zur Bekämpfung von Engerlingen.

## Arten
Beauveria-Arten lassen sich anhand ihrer Konidien auseinanderhalten.
- Beauveria alba
- Beauveria amorpha
- Beauveria arenaria
- Beauveria asiatica
- Beauveria australis
- Beauveria bassiana
- Beauveria brongniartii
- Beauveria brumptii
- Beauveria caledonica
- Beauveria chiromensis
- Beauveria coccorum
- Beauveria cretacea
- Beauveria cylindrospora
- Beauveria delacroixii
- Beauveria densa
- Beauveria dependens
- Beauveria doryphorae
- Beauveria effusa
- Beauveria epigaea
- Beauveria felina
- Beauveria geodes
- Beauveria globulifera
- Beauveria heimii
- Beauveria kipukae
- Beauveria laxa
- Beauveria malawiensis
- Beauveria melolonthae
- Beauveria nubicola
- Beauveria oryzae
- Beauveria paradoxa
- Beauveria paranensis
- Beauveria parasitica
- Beauveria petelotii
- Beauveria pseudobassiana
- Beauveria rileyi
- Beauveria rubra
- Beauveria shiotae
- Beauveria sobolifera
- Beauveria spicata
- Beauveria stephanoderis
- Beauveria sulfurescens
- Beauveria sungii
- Beauveria tenella
- Beauveria tundrensis
- Beauveria velata
- Beauveria varroae
- Beauveria vermiconia
- Beauveria vexans
- Beauveria viannai
- Beauveria virella